# Milenko Skoknic (filmaš)
Milenko Skoknic (8. svibnja 1980.) je čilski je producent i glumac kratkih filmova. Hrvatskog je podrijetla.

## Filmografija
- producent
- Voces Vivas, video dokumentarac, 2011.
- Absent Spaces, kratki film, 2009.
- The Commandments, or The Nostril of Ektor Kaknavatos, kratki film, 2009.
- The Strange Rebirth of Andre Weil, kratki film, 2009.

- glumac
- Tu pirata soy yo, kratki film... Wilbert
- Personal Curator, kratki film... Arthur